# Juan Mariano Larsen
Juan Mariano Larsen (Marsella, 11 de febrero de 1821 - Buenos Aires, 4 de noviembre de 1894) fue un educador de origen francés que actuó en Argentina en la segunda mitad del siglo XIX.

## Biografía
Nació en Marsella, el 11 de febrero de 1821. Ingresó al país muy pequeño iniciando sus estudios en la escuela de Juan Andrés de la Peña. Luego continuó su formación en la Compañía de Jesús donde estudió filosofía y ciencias. Abandonó el seminario y pasó a la Universidad de Buenos Aires donde se graduó de doctor en teología.
Rosas
le concede carta de ciudadanía. Fue traductor y redactor de la Gaceta Mercantil, del Archivo Americano y Espíritu de la Prensa del Mundo que dirigía Pedro de Angelis. Fue políglota, conoció 22 idiomas. Con la caída de Rosas Pastor Obligado lo llevó al Colegio de Ciencias Morales como profesor de latín. En 1855 junto a Alberto Larroque fundó el Liceo de La Plata que dirigió por 15 años. Fue traductor de Cicerón, Virgilio, Salustio y Horacio. En 1863 publicó  en La Revista de Buenos Aires su ensayo Pequeña Mitología que fuera reeditado en varias oportunidades. En 1865 dio a conocer su estudio científico 'América Precolombina, o sea noticias sobre algunas interesantes ruinas y sobre los viajes en América anteriores a Colón' que le valió calurosas felicitaciones del rey de Dinamarca. Luego publicó La lengua quichua y el doctor López (1869); Primeros pobladores de América (1870). Fruto de su familiaridad con los clásicos, reeditó los escritos del misionero padre Macchioni y de Peramás.
Fue miembro de la Sociedad Geográfica Argentina entre 1886 y 1889. Fue amigo entrañable de Burmeister con quién compartía, además del interés científico,  su pasión por los estudios helénicos.
Falleció en Buenos Aires el 4 de noviembre de 1894